# Стратегий Музониан
Стратегий Музониан (лат. Strategius Musonianus, др.-греч. Στρατήγιος Μουσονιανός, ум. ок. 370) — государственный деятель Римской империи IV века. Возглавлял преторианскую префектуру Востока 4 года с лета 354 года. Стратегий упоминается в историческом сочинении Аммиана Марцеллина, а также речах и письмах антиохийского ритора Либания.
Согласно эпиграфическим данным, преномен Стратегия был Клавдий. По-видимому, как и Либаний, он был уроженцем Антиохии. Возглавив Ахею, Стратегий предложил своему другу должность ритора в Афинах, но тот отказался. Одна из речей Либания написана на случай свадьбы дочери Стратегия, другая по случаю его приезда в Антиохию в 355 году. В своих письмах Либаний неоднократно упоминает Стратегия и хорошо о нём отзывается. Аммиан Марцеллин сообщает, что Стратегий свободно владел двумя языками. Константин Великий привлёк его в качестве эксперта и переводчика для расследования манихейской ереси, и за достигнутые успехи присвоил ему почётное прозвище Музониан. Подробности о расследовании Стратегия источник не приводит. В дальнейшем карьера Стратегия складывалась удачно и продолжилась при Констанции II (337—361). В 349 году Музониан, в звании vir perfectissimus исполнял обязанности презида Фиваиды. В начале 350-х годов он был проконсулом Ахеи, затем Константинополя. Согласно Аммиануs, Стратегий сменил Домициана на посту префекта Востока, что, видимо, и стало вершиной его карьеры. Согласно Аммиану, в качестве префекта Стратегий участвовал в неудачных переговорах с Персией, а из личных качеств упоминает жадность, но и мягкое отношение к населению. Либаний сообщает о мягкости, проявленной Стратегием в ходе подавления голодного бунта в Антиохии. По мнению канадского историка Роджер Блокли, дипломатическая миссия Музониана в Персии была его собственной неофициальной инициативой. Переговоры Музониана с шахом Шапуром II через посредство полководца Тамшапура были, возможно, связаны с заключением договора о ненападении. После отставки Стратегий покинул Антиохию и, вероятно, не занимал больше государственных постов. Имена его жены и детей не известны. Возможно, Стратегий был арианином.
Предполагают, что интерес Константина к деятельности манихеев и, соответственно, расследование Стратегия, относятся к 330-м годам. В то же время, в современной историографии начало карьеры Стратегия обычно датируют более ранним временем и считается, что он представлял императора на одном из Антиохийских соборов, на котором был смещён епископ Евстафий Антиохийский. Такое предположение основывается на упоминании комита Стратегия в «Жизни Константина» Евсевия Кесарийского. Данная теория, как полагает историк Ян Дрийверс (Jan Willem Drijvers) из Гронингенского университета, не вполне согласуется со свидетельством Аммиана, утверждавшего, что Константин не был знаком со Стратегием до привлечения того к делу манихеев. Д. Вудс (David Woods) обращает внимание, что в разгар арианского спора в Антиохии состоялось несколько соборов, и свидетельство Евсевия можно понять так, что на первом из них (326 года) Константина представлял не известный по имени комит, а на другом (327 года) присутствовал Стратегий. С другой стороны, нет оснований полагать, что манихейское расследование имело место после, а не до, Антиохийского собора. Наконец, компетенция Аммиана в христианских спорах своего времени не бесспорна, а ярлык «манихейство» в арианской полемике использовался очень широко. Как предполагает Вудс, возможно, что под «расследованием» римский историк имел в виду собор 327 года.
Внимание историков привлекает двуязычие Стратегия как фактор, определивший его политическую карьеру. Как правило считают, что ими были латынь и греческий. Не понятно, каким образом оно могло помочь ему в порученном Константином расследовании. По предположению историка Дрийверса, как выходец с Ближнего Востока, Стратегий владел арамейским языком, который либо был одним из тех двух, которые имел в виду Амминан Марцеллин, либо третьим.